# Sarcophaga dromafricana
Sarcophaga dromafricana är en tvåvingeart som beskrevs av Andy Z. Lehrer 2001. Sarcophaga dromafricana ingår i släktet Sarcophaga och familjen köttflugor. Inga underarter finns listade i Catalogue of Life.